# سنالا
سنالا (به لاتین: Senala) یک منطقهٔ مسکونی در تووالو است که در فونافوتی واقع شده‌است. سنالا ۲۱۵ نفر جمعیت دارد.